# ポケモンミニ
ポケモンミニ（Pokémon mini）は、任天堂が出資する株式会社ポケモンによって2001年12月14日に発売された携帯型ゲーム。型番はMIN-001。

## 概要
『ポケットモンスター』（ポケモン）シリーズに特化したゲーム機であり、ソフトも全てポケモンを題材にしたものとなっている。手のひらに収まる程のサイズで、発売当時、カートリッジ交換式のゲーム機としては世界最小サイズと発表された。

## ハードウェア

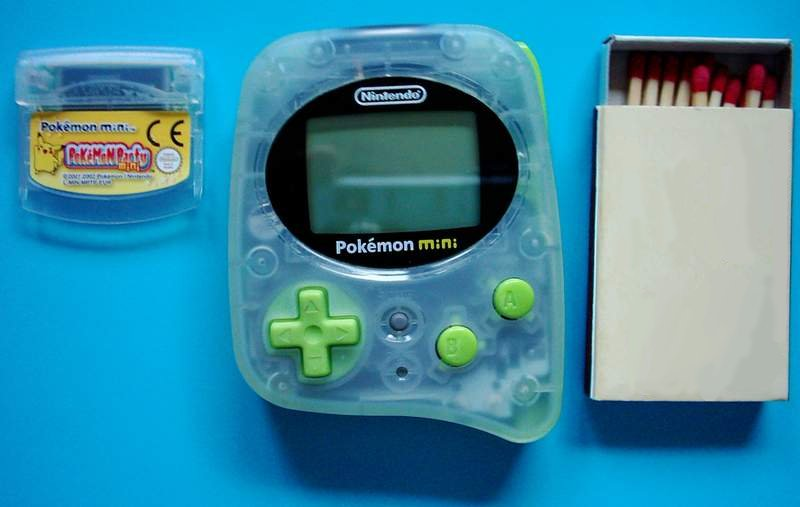
本体とソフトの大きさ

## 仕様
- CPU：Nintendo Minx（4MHz）
- 赤外線通信機能（最大1メートル）
- 振動機能
- ショックセンサー - ボタン類の他に、本体を振る事による入力も可能となっている。
- カートリッジ交換式ゲーム機 - カートリッジの大きさは500円玉程度。容量はゲームボーイと同等（8メガビット = 1メガバイト相当）
- モノクロ2階調液晶画面（画面解像度：96×64ドット）
- 電源：単4乾電池一本 - アルカリ乾電池使用で、連続約60時間プレイ可能。
- 本体寸法：タテ74mm、ヨコ58mm、厚さ23mm
- 本体重量：約70g（カートリッジ、乾電池含む）

### ボタン
- 十字キー - ゲームボーイと同様の配置。
- Aボタン - ゲームボーイと同様の配置。
- Bボタン - ゲームボーイと同様の配置。
- Cボタン - 右手の人差し指で操作する位置に配置されている。電源を付けるときに、Cボタンとパワーボタンを入れることで、消音状態になる。
- パワーボタン - 電源を操作。十字キーとAボタンの間に配置。
- リセットボタン - 本体の初期化。十字キーとAボタンの間に配置。

## ソフトウェア
全て株式会社ポケモンから発売された。
| タイトル                         | 発売日                                             |
| -------------------------------- | -------------------------------------------------- |
| ポケモンパーティミニ             | 2001年12月14日（ハード同梱） 2002年4月26日（単品） |
| ポケモンピンボールミニ           | 2001年12月14日                                     |
| ポケモンアニメカード大作戦       | 2001年12月14日                                     |
| ポケモンパズルコレクション       | 2001年12月14日                                     |
| ポケモンショックテトリス         | 2002年3月21日                                      |
| ポケモンパズルコレクション vol.2 | 2002年4月26日                                      |
| ポケモンレースミニ               | 2002年7月19日                                      |
| ピチューブラザーズミニ           | 2002年8月9日                                       |
| トゲピーのだいぼうけん           | 2002年10月18日                                     |
| ポケモンそだてやさんミニ         | 2002年12月14日                                     |

## カラーバリエーション
- ウパーブルー
- チコリータグリーン（ポケモンセンター限定販売）
- ムチュールパープル（ポケモンセンター限定販売）

いずれも「ポケモンパーティミニ」同梱。ウパーブルーは2002年4月26日にハードのみ単品販売もされた。

## その他
- ゲームデータをセーブするバックアップメモリは本体に内蔵されており、6ブロックまでセーブ可能（ソフトによって使用ブロックは異なる）。
- 専用ROMカセットを利用したゲームの書き換えシステムも開発予定があったが、実現されなかった。
- 「ポケモンアニメカード大作戦」「ピチューブラザーズミニ」は、ポケモンゲームシリーズでは珍しく、アニメ版に準拠した世界観・キャラクターが使用されている。
- ゲームキューブ用ソフト『ポケモンチャンネル 〜ピカチュウといっしょ!〜』には、ポケモンミニのエミュレータ機能が実装されており、各ソフトの体験版とオリジナルソフト「カビゴンのランチタイム」をプレイすることができる。さらに上記の3色に加えて"ゴールド"と"ウッド"の本体カラーバリエーションが登場する。